# Ironi Ashkelon
L'Ironi Ashkelon è una società cestistica avente sede a Ascalona, in Israele. Fondata nel 1991 come Elitzur Ashkelon, nel 2005 assunse la denominazione attuale. Gioca nel campionato israeliano.
Disputa le partite interne nell'Ashkelon Sports Stadium, che ha una capacità di 3.000 spettatori.

## Palmarès

### Titoli nazionali
- Coppa di Lega: 1

2006